# The Mars Volta
The Mars Volta é uma banda estadunidense fundada por Cedric Bixler-Zavala e Omar Rodriguez-Lopez, em 2001. São considerados como uma banda de rock progressivo com vasto experimentalismo, e com influências de jazz fusion, rock psicodélico, hard rock, punk rock e música latina. Eles são conhecidos pelos seus shows enérgicos e vigorosos, com grande improvisação ao vivo, e também pelos seus álbuns conceituais.

## História

### O início
Membros da banda At the Drive-In, Cedric Bixler-Zavala e Omar Rodriguez-Lopez, faziam parte do De Facto com o técnico de áudio Jeremy Michael Ward desde meados dos anos 90. DeFacto tinha Cedric na bateria, Omar no baixo e Jeremy no vocal, e efeitos de distorção. Apesar de ter-se iniciado como uma banda local com estilo rock, eles foram influenciados pelos pioneiros do reggae como Lee Perry e Dr. Alimantado. O grupo também utilizava música eletrônica, música latina, salsa e jazz fusion, o que resultava em um som distinto e universal. A banda se apresentou em locais próximos a sua cidade natal, El Paso, Texas, e lançaram seu primeiro álbum How do you dub? You Fight for Dub. You plug Dub in. Ao se transferir para Long Beach, California em 2000 a banda adicionou o tecladista Isaiah "Ikey" Owens. Ikey trouxe um novo tom para o DeFacto que gerou uma popularidade que antes não existia. Em 2001, DeFacto lançou seu segundo álbum, Megaton Shotblast, conseguindo sucesso instantâneo. O DeFacto continuou experimentando novos sons por Omar. Cedric decidiu terminar o At the Drive-In (o resto da banda formou Sparta). Eva Gardner se juntou a banda, o que criou The Mars Volta - um novo projeto que visava preencher seus desejos criativos. Seu nome para o primeiro show público em Anaheim, California foi DeFacto + Eva Gardner + Jon Theodore. Durante 2001, a banda gravou duas músicas com Alex Newport, resultando na sua primeira demo. Gravaram mais três músicas com Alex Newport, o que se tornou o álbum, Tremulant EP, lançado no início de 2002. Tremulant era composto pelas músicas "Cut that City", "Concertina", e "Eunuch Provocateur". O EP era uma fusão de rock progressivo, salsa e música experimental.

### De-Loused in the Comatorium
Seguindo o Tremulant EP, o The Mars Volta continuou com apresentações e troca de membros enquanto preparavam o álbum De-Loused in the Comatorium, produzido por Rick Rubin. Enquanto Tremulant não possuía um tema específico (exceto pela menção a seu álbum seguinte), De-Loused foi o trabalho unificado de fantasia que contava uma história de um viciado de drogas em coma, na primeira pessoa. Apesar das letras implícitas, The Mars Volta alegava em entrevistas que o protagonista do álbum era baseado em um antigo amigo Julio Venegas, ou "Cerpin Taxt", como mencionado na história, que esteve em coma por vários anos antes de acordar. Ele morreu após ter pulado de um viaduto sobre uma rodovia em El Paso durante o período de pico de trânsito na hora do almoço. A morte de Venegas foi também referenciada na música do At the Drive-In intitulada "Embroglio", do seu álbum Acrobatic Tenement.
Nessa época a banda não possuía um baixista. Flea, renomado baixista dos Red Hot Chili Peppers, tocou baixo em nove das dez música do LP. De-Loused se tornou seu maior hit tanto para a crítica quanto comercialmente, vendendo 500.000 cópias.
Enquanto estavam como banda de abertura para os Red Hot Chili Peppers na turnê de divulgação do álbum deles, o engenheiro de som e letrista da banda, Jeremy Ward, foi encontrado morto por overdose de drogas. A banda cancelou a segunda parte da turnê e o primeiro single de De-Loused foi posteriormente dedicado a Ward.

### Frances the Mute
Com a volta da turnê De-Loused, Juan Alderete se tornou baixista e Marcel Rodriguez-Lopez (irmão de Omar), percussionista. Iniciava-se então o trabalho para o segundo álbum em 2004.
Em 2005, a banda lançou seu segundo álbum, Frances the Mute, inspirado no engenheiro de som Jeremy Ward. Cada trilha do álbum é inspirada nos personagens descritos em um álbum encontrado no carro de Ward.
Frances se tornou um hit comercial ainda maior que De-Loused, vendendo 123.000 cópias em sua primeira semana e estreando como o número quatro na lista de álbuns da Billboard, principalmente porque "The Widow" recebeu considerável divulgação no rádio. Críticas ao álbum variaram bastante. "L'Via L'Viaquez" foi posteriormente lançada como um single, reduzida de seus doze minutos originais para cinco minutos.
Talvez o fato mais incrível do álbum, seja o grande envolvimento de Omar em sua criação. Ele escreveu todas as partes instrumentais (guitarra, teclado, melodias vocais e rotinas de bateria, com ajuda de Theodore), assim como realizou os arranjos e a produção. Ele utilizou um método que diretores de filme como Woody Allen constumavam usar para produzir grandes performances de seus colegas de banda: proibir os membros de ouvirem outras partes, ou o contexto de sua própria parte, forçando-os a tocarem cada parte como se fosse uma música auto-suficiente.
Durante sua turnê pelos Estados Unidos, o antigo membro do At the Drive-In, Paul Hinojos, se uniu à banda e deixou o Sparta, dizendo: "meu tempo com o Sparta tomou seu rumo, e simplesmente não era mais divertido." Ele é agora o engenheiro de som, cargo antigo de Ward. Em 2005, a banda entrou em turnê com o System of a Down, divulgando seu mais novo álbum.

### Amputechture

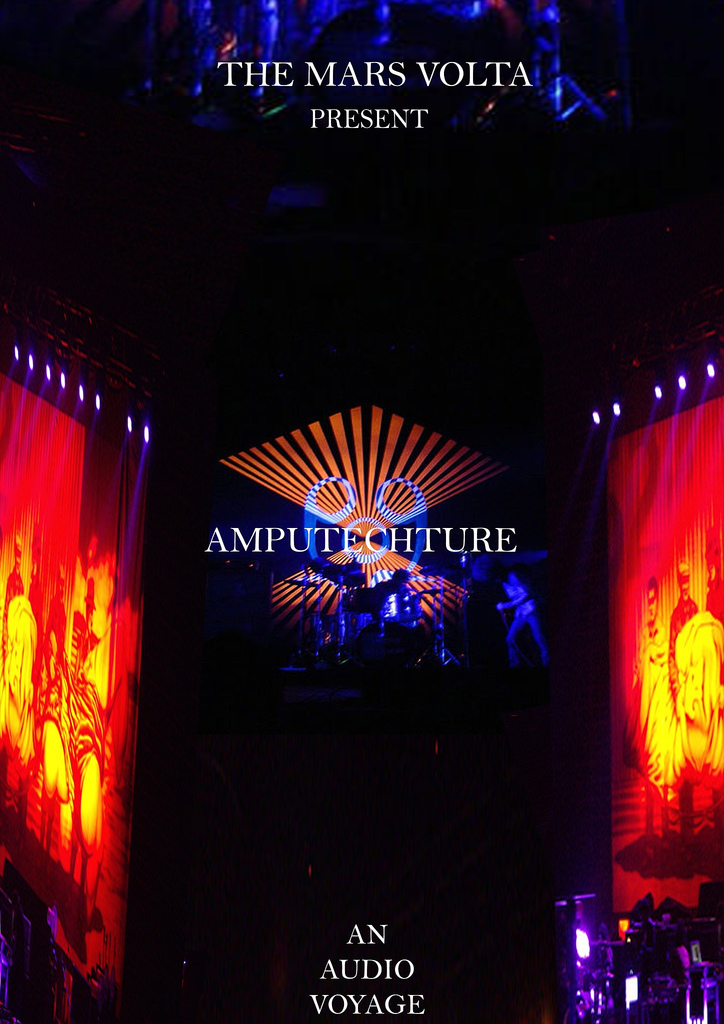
Banner promocional do álbum Amputechture (2006)

Lançado em setembro de 2006, Amputechture é o terceiro álbum de estúdio da banda, e foi gravado em Los Angeles, E.U.A., e em Melbourne, na Austrália e foi produzido por Omar e mixado por Rich Costey. O álbum conta com a participação de vários artistas, como o guitarrista John Frusciante da banda Red Hot Chili Peppers, que aparece como convidado na faixa "Asilos Magdalena".
Em Amputechture, pela primeira vez Omar e Cedric conseguiram criar um trabalho singular em sua composição. Entretanto, o processo criativo continuou o mesmo: Omar compondo a parte musical para Cedric poder escrever as letras — mas desta vez, com mais liberdade para contar histórias obscuras e inusitadas, e inserir vinhetas estranhas, piadas subliminares, toda a sorte de pessoas, eventos, e memórias.
Musicalmente, o grupo deu continuidade em Amputechture à tendência que revelara nos álbuns anteriores expandindo os seus horizontes artísticos. Omar Rodriguez assumiu uma nova abordagem na construcção do som do grupo, utilizando vários instrumentos de sopros para preencher acompanhamentos ritmicos e harmónicos, dando uma nova textura à sonoridade da banda, afastando-se da densidade de sons distorcidos que marcaram os discos anteriores. No que diz respeito às interpretações dos músicos é inegável o talento do grupo, assim como dos dois líderes de The Mars Volta. Cedric Bixler Zavala encontra novos timbres e registos com os quais lançar as suas letras de poesia surrealista, cantando frequentemente em registos agudos e melodicamente elaborados. No que diz respeito ao génio musical do grupo, Omar Rodriguez Lopez, o guitarrista com Amputechture consagra o seu lugar enquanto o protagonista de vanguarda do rock moderno. Sentindo-se influências de Robert Fripp ou mesmo das melodias "Free" de John Coltrane, Rodriguez retira da guitarra eléctrica uma interpretação expressiva em catarse e com uma abordagem melódica inédita no rock.
No início de julho, "Asilos Magdalena" foi lançada oficialmente na página da banda no site MySpace. No dia 13 de julho, a banda disponibilizou um link para o site oficial, onde se podia ouvir a música na íntegra. Logo, a versão de "Asilos Magdalena" do site MySpace foi substituída por uma versão editada para o rádio. "Vermicide" foi confirmada como sendo o primeiro single deste álbum. O álbum estreou no Billboard Top 200 em nono lugar, atingindo a marca de 59,000 cópias vendidas na primeira semana do lançamento.

### The Bedlam In Goliath
The Bedlam in Goliath é o quarto álbum de estúdio da banda. Foi lançado oficialmente dia 29 de janeiro de 2008. Produzido pelo guitarrista Omar Rodriguez-Lopez junto do engenheiro Robert Carranza. "Wax Simulacra" foi lançado dia 19 de novembro de 2007 como o primeiro single do álbum, junto de uma canção cover de "Pulled to Bits" da banda Siouxsie & the Banshees. Jeff Jordan, que já tinha feito a arte de capa de Amputechture, foi chamado mais uma vez para fazer as ilustrações do The Bedlam in Goliath.

### Octahedron
Octahedron é o quinto álbum da banda, anunciado publicamente em 14 de Abril de 2009, sendo finalmente lançado a 22 de Junho, excepto nos Estados Unidos da América onde apenas foi lançado no dia 23 do mesmo mês. 
O álbum não conta com a presença do saxofonista Adrián Terrazas-González, nem do guitarrista Paul Hinojos após um pedido de Rodriguez-Lopez para manter o álbum num registo mais calmo e específico.
O primeiro single lançado na Europa foi Cotopaxi.

### O fim
Após as notícias sobre uma possível pausa da banda no final de 2012,  Bixler-Zavala anuncia o fim dos Mars Volta através da sua conta no Twitter a  Janeiro de 2013, revelando a falta de interesse entre os companheiros de banda e a dedicação de Omar Rodríguez-López ao projecto Bosnian Rainbows.

### O retorno
Em 2022 a banda divulgou uma coordenada em Los Angeles, Califórnia, onde os fãs puderam ter uma prévia de uma nova música da banda em uma instalação artística chamada "L'ytome Hodorxí Telesterion". Isso foi seguido pelo lançamento da música "Blacklight Shine" e anúncio de turnê, sendo uma nova música e nova tunê pela primeira vez em dez anos. A próxima música lançada foi "Graveyard Love" em 8 de julho. Subsequentemente a banda anuncia o novo álbum, The Mars Volta, que foi lançado em 16 de setembro.

## Membros

### Formação atual
- Omar Rodriguez-Lopez - guitarra (2001-2012, 2022 - presente)
- Cedric Bixler-Zavala - vocal (2001-2012, 2022 - presente)
- Eva Gardner - baixo (2001-2002, 2022 - presente)
- Marcel Rodriguez-Lopez - teclados e sintetizadores (2005-2012, 2022 - presente); percussão (2002-2010)
- Willy Rodriguez Quiñones – bateria (2022 - presente)

### Previamente
- Isaiah Ikey Owens - teclado (2001-2010)
- Jeremy Michael Ward - engenheiro de som (2001-2003)
- Jason Lader - baixo (2003)
- Flea (Michael Balzary) - baixo (2003, em De-Loused in the Comatorium)
- Ralph Jasso - baixo (2002)
- Evan Andrews - bateria (março a maio de 2001)
- Linda Good - teclado (2002)
- Jon Theodore - bateria (2001 - 2006)
- Blake Fleming - bateria (2001, 2006)
- Juan Alderete de la Peña - baixo (2003-2012)
- Adrian Terrazas-Gonzales - flauta, saxofone tenor, clarinete baixo e percussão adicional (2004-2008)
- Pablo Hinojos-Gonzalez - engenheiro de som (2005-2008)
- Thomas Pridgen - bateria (2006 - 2009)
- Deantoni Parks - bateria (2010-2012)
- David Elitch - bateria (desde 2009-2010)

## Discografia

### Álbuns de estúdio
- De-Loused in the Comatorium (2003)
- Frances the Mute (2005)
- Amputechture (2006)
- The Bedlam in Goliath (2008)
- Octahedron (2009)
- Noctourniquet (2012)
- The Mars Volta (2022)
- Que Dios Te Maldiga Mi Corazón (2023)
- Lucro Sucio; Los Ojos del Vacío (2025)

### EPs
- Tremulant (EP) (2002)

### Ao vivo
- Live EP (2003, edição limitada)
- Scabdates (2005)

### Compilações
- A Missing Chromosome (2005)

### Singles
- Inertiatic ESP (22 de setembro de 2003, retirado de De-Loused in the Comatorium, MCA, #42 UK)
- Televators (1 de março de 2004, retirado de De-Loused in the Comatorium, MCA, #41 UK)
- The Widow (2005, retirado de Frances the Mute (incluía a canção "Frances the Mute", #20 UK)
- L'Via L'Viaquez (2005, retirado de Frances the Mute (incluía a canção "The Bible and the Breathalyzer" #53 UK)

### Outros
- Televators (Australian Tour Edition) (19 de janeiro de 2004, ao vivo, retirado de De-Loused in the Comatorium, Universal Music Australia)
- Frances the Mute b/w the Widow (Live) - edição limitada

## Curiosidades
De acordo com a página oficial da banda, existem outras quatorze pessoas que compõem o grupo "The Mars Volta Group". É desconhecido o papel de tais pessoas, mas todas elas coordenam de alguma maneira os shows da banda. Essas pessoas são gerentes de tour, gerentes de produção, técnicos em guitarras e baterias, diretores de iluminação, seguranças, engenheiros de enquadramento e de gravação:
- Henry Trejo
- Amery 'Awol' Smith
- Jesse Isaacs
- Jerry Riccardi
- Joe Paul Slaby
- Dan Hadley
- Shaun Sebastian
- Keith Mitchell
- Jonathan Debaun
- Greg Nelson
- Steve Taylor
- Lalo Medina
- Paul Drake
- Edward Parker
- Laerte Uncle
- além dos integrantes da banda